# Panzerbrigade 111
De Duitse Panzerbrigade 111 was een Duitse Panzerbrigade van de Wehrmacht tijdens de Tweede Wereldoorlog. De brigade werd alleen ingezet in Lotharingen en kwam in actie tijdens de Slag om Arracourt.

## Krijgsgeschiedenis

### Oprichting
Panzerbrigade 111 werd opgericht op 2 september 1944 op oefenterrein Sennelager bij Paderborn.

Eigenlijk was de brigade al deels opgezet in Wehrkreis VI in het voorjaar als een “Walküre”-eenheid.

### Inzet
De brigade zou op 5 september in het gebied rond Épinal worden gebracht, onder Heeresgruppe G. Het spoortransport had met veel omleidingen en vertragingen te maken en ook alleen ’s nachts kon gereden worden. De brigade verzamelde zich tot 10 september 1944 in Lotharingen, waar hij zich samen met Panzerbrigade 112 en 113 verzamelde achter de linies van de 15e Panzergrenadierdivisie rond Lunéville. Het 5e Pantserleger had nu 2 Pantserkorpsen gereed staan om de opmars van het US 3e Leger tot staan te brengen. Ten zuiden van Arracourt startte het 58e Pantserkorps vanaf 16 september 1944, onder generaal van de Panzertruppe Walter Krüger, een tegenaanval op Lunéville met een Kampfgruppe 15e Panzergrenadierdivisie, Panzerbrigade 111 en delen van Panzerbrigade 113. Deze aanval werd uitgevoerd om de noordelijk van de stad dreigende Amerikaanse doorbraak aan beide zijden van het Marne-Rijnkanaal tegen te gaan. Deze tegenaanval vanuit het gebied ten westen van Dieuze, ten zuiden van het kanaal, boekte de eerste uren goede vooruitgang en drong op 18 september door tot noordoost-Lunéville. De aanval van het 47e Pantserkorps ten zuiden van de stad bleef echter liggen ten noorden van het Forêt de Mondon. Op 21 september sloeg de brigade een dreigende Amerikaanse aanval terug in het gebied rond Bures. Een tegenaanval door de brigade in de ochtend van 22 september ten noorden van het kanaal uit het gebied ten zuidoosten van Château-Salins op Juvelize-Arracourt, boekte aanvankelijk goede vooruitgang. Toen de lichte ochtendmist echter optrok, werd de brigade door sterke vijandelijke artillerie en zware Amerikaanse antitankwapens opgevangen, verslagen en vooral door bijna non-stop aanvallende P-47 Thunderbolt jachtbommenwerpers bijna volledig vernietigd. De commandant, Oberst Heinrich-Walter Bronsart von Schellendorff, sneuvelde die dag. De restanten van de brigade dekten ten oosten van Château-Salins het verzamelen van de 11e Panzerdivisie, die 's nachts vanaf 24 september naderde, en met deze divisie vocht de brigade tot eind september in de strijd om Arracourt.

### Einde
Panzerbrigade 111 werd op 1 oktober 1944 opgeheven. Panzerabteilung 2111 op 1 oktober ter opfrissing naar Wehrkreis VI verplaatsts en in december gebruikt voor de oprichting van II./Pz.Rgt. 9 bij de 25e Panzerdivisie bij Heeresgruppe A. Het I./Pz.Reg 16 ging terug naar de 116e Panzerdivisie. Panzergrenadierregiment 2111 werd al op 25 september in de 11e Panzerdivisie ingevoegd.

### Slagorde
- Panzerabteilung 2111 met 4 compagnieën (3 Panzer IV tank compagnieën (45 stuks), 1 Sturmgeschütz compagnie (10 stuks)) en 8 Flakpanzers
- I./Panzerregiment 16 met 3 compagnieën (3 Panther tank compagnieën (45 stuks))
- Panzergrenadierregiment 2111 met 2 bataljons
- Brigade-eenheden met nummer 2111

## Commandanten
| Rang                                      | Naam                                       | Begin             | Eind              |
| ----------------------------------------- | ------------------------------------------ | ----------------- | ----------------- |
| Oberst postuum bevorderd tot Generalmajor | Heinrich-Walter Bronsart von Schellendorff | 4 september 1944  | 22 september 1944 |
| Generalmajor                              | Theodor Bohlmann-Combrinck                 | 23 september 1944 | 1 oktober 1944    |